# مالک یالکویه
مالک یالکویه (انگلیسی: Malick Yalcouyé؛ زادهٔ ۱۸ نوامبر ۲۰۰۵) بازیکن فوتبال اهل مالی است که در حال حاضر به صورت قرضی از باشگاه فوتبال برایتون اند هوو آلبیون برای باشگاه فوتبال اشتورم گراتس بازی می‌کند. 